# Борха, Карлос
Ка́рлос Бо́рха Мо́рка (исп. Carlos Borja Morca, 23 мая 1913, Гвадалахара, Мексика — 25 ноября 1982, там же) — мексиканский баскетболист. Бронзовый призёр летних Олимпийских игр 1936 года, чемпион Игр Центральной Америки и Карибского бассейна 1935 года.

## Биография
Карлос Борха родился 23 мая 1913 года в мексиканском городе Гвадалахара.
В 1935 году в составе сборной Мексики завоевал золотую медаль баскетбольного турнира Игр Центральной Америки и Карибского бассейна в Сан-Сальвадоре.
В 1936 году вошёл в состав сборной Мексики по баскетболу на летних Олимпийских играх в Берлине и завоевал бронзовую медаль. Провёл 6 матчей, набрал 4 очка в матче со сборной США.
Умер 25 ноября 1982 года в Гвадалахаре.

## Семья
Старший брат Карлоса Борхи Уго Борха (1912—?) также играл за сборную Мексики по баскетболу, в 1936 году завоевал бронзовую медаль летних Олимпийских игр в Берлине.